# Cist
Cist (Cistus) je rod rostlin z čeledi cistovité. Jsou to stálezelené keře s jednoduchými listy a nápadnými pravidelnými květy. Vyskytují se v počtu asi 20 druhů ve Středomoří a na Kanárských ostrovech. Některými taxonomickými systémy je do rodu vřazován také rod Halimium (česky devaterníkovec), s nímž je velmi blízce příbuzný a vytváří s ním i křížence (×Halimiocistus).

## Popis
Cisty jsou stálezelené, často aromatické keře dorůstající výšky 0,5 až 2,5 metru. Odění rostlin je složeno z jednoduchých, hvězdovitých nebo žláznatých chlupů. Listy jsou jednoduché, vstřícné, podlouhle kopinaté nebo vejčité, řapíkaté nebo přisedlé, na okraji někdy podvinuté nebo zvlněné. Čepel je od báze jedno nebo trojžilná.
Nápadné, často i více než 5 cm široké květy jsou jednotlivé nebo ve vrcholících, rozkvetlé vydrží pouze jediný den. Kalich je složen ze 3 nebo 5 lístků. Koruna je růžová, purpurová, červená nebo bílá, tvořená 5 volnými lístky. Tyčinek je mnoho a jsou volné nebo na bázi srostlé. Semeník je srostlý z 5 nebo až z 12 plodolistů. Blizna je hlavatá nebo uťatá, přisedlá nebo nasedající na krátkou čnělku. Kvetou od dubna do června. Plodem je tobolka pukající 5 až 12 chlopněmi, která obsahuje mnoho drobných semen.

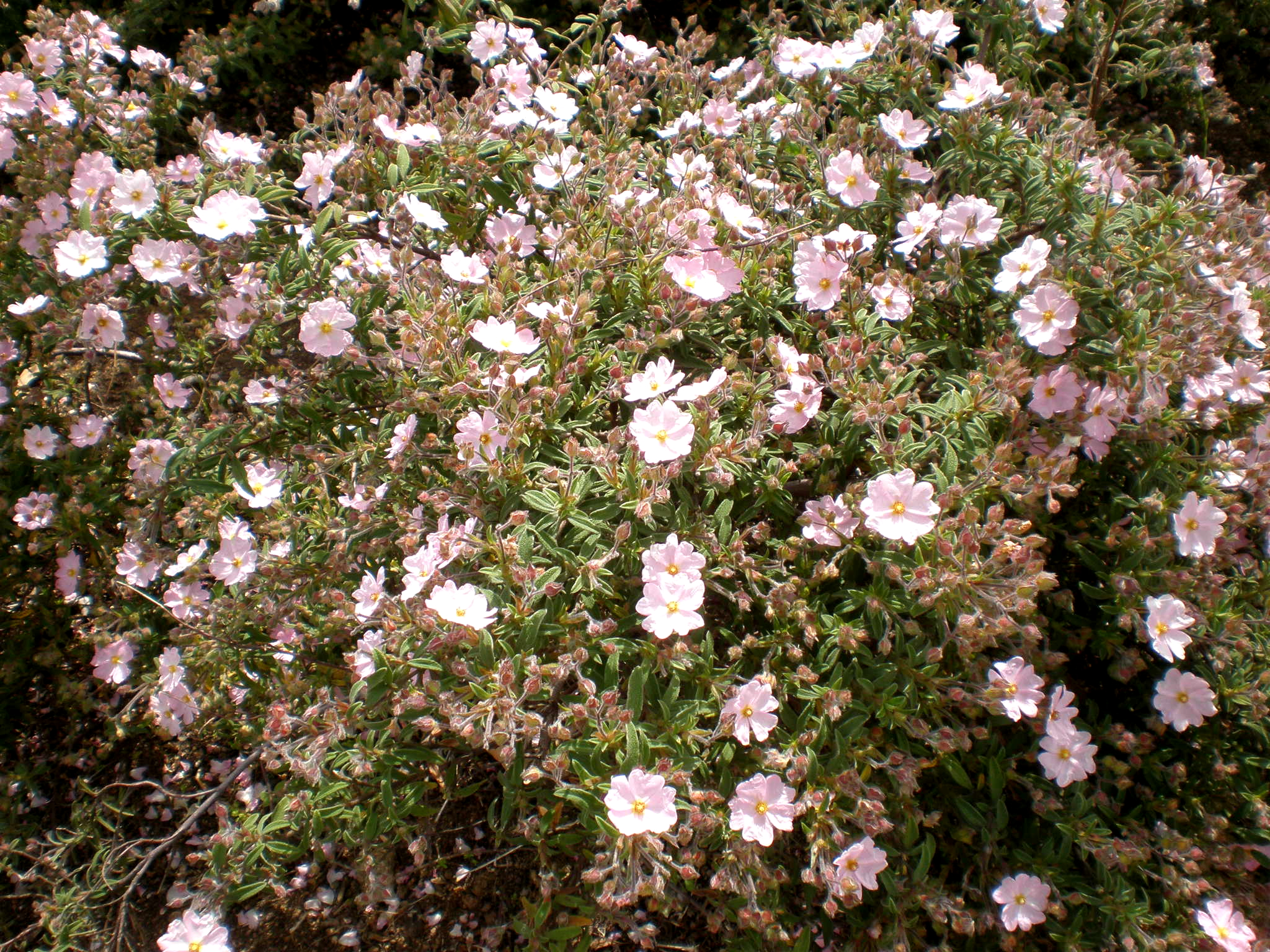
Rozkvetlý cist malokvětý
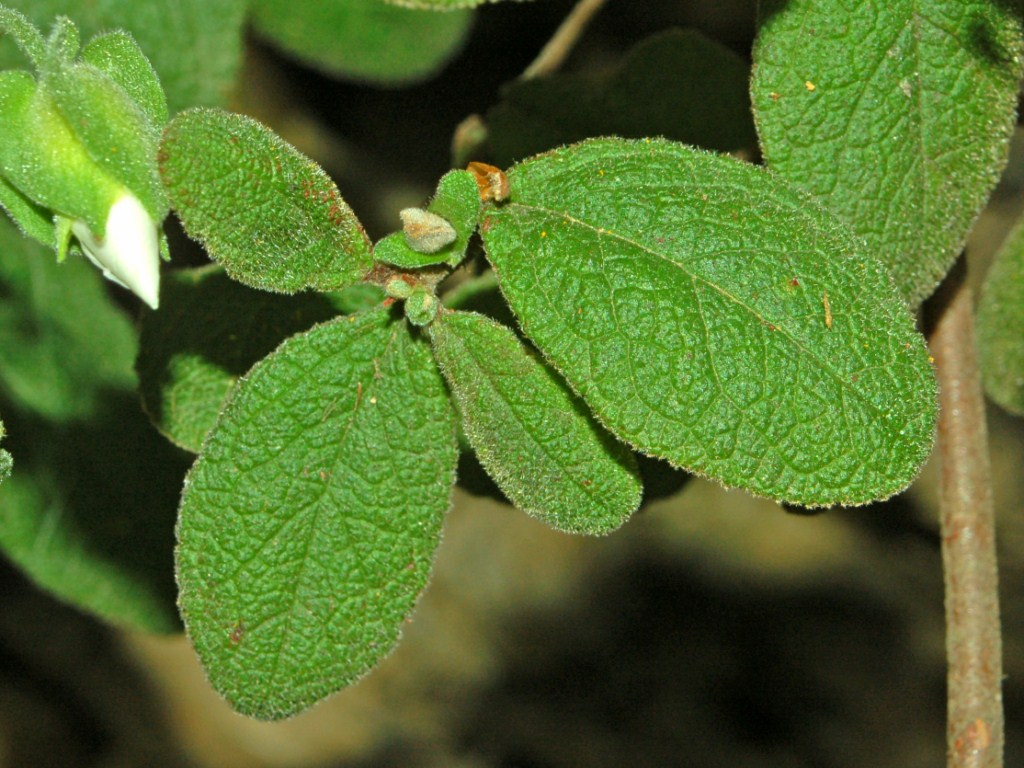
Listy cistu šalvějolistého
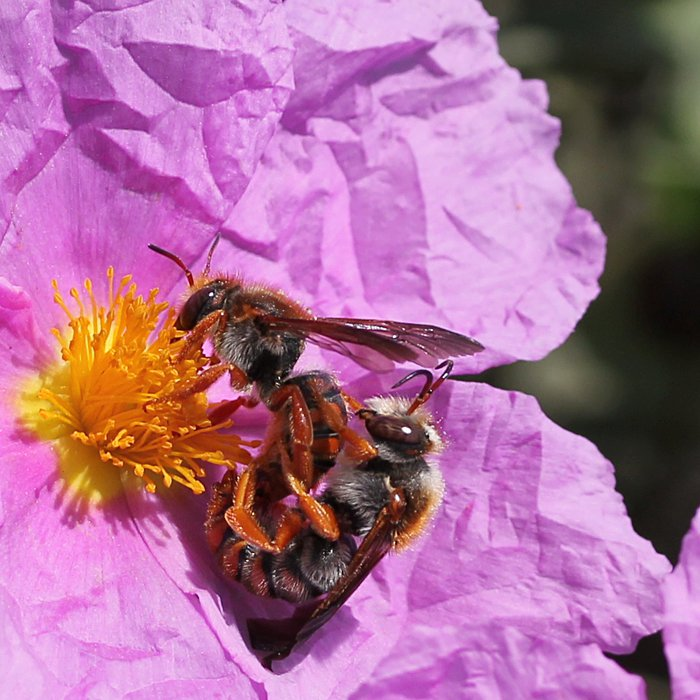
Včely na květu cistu krétského
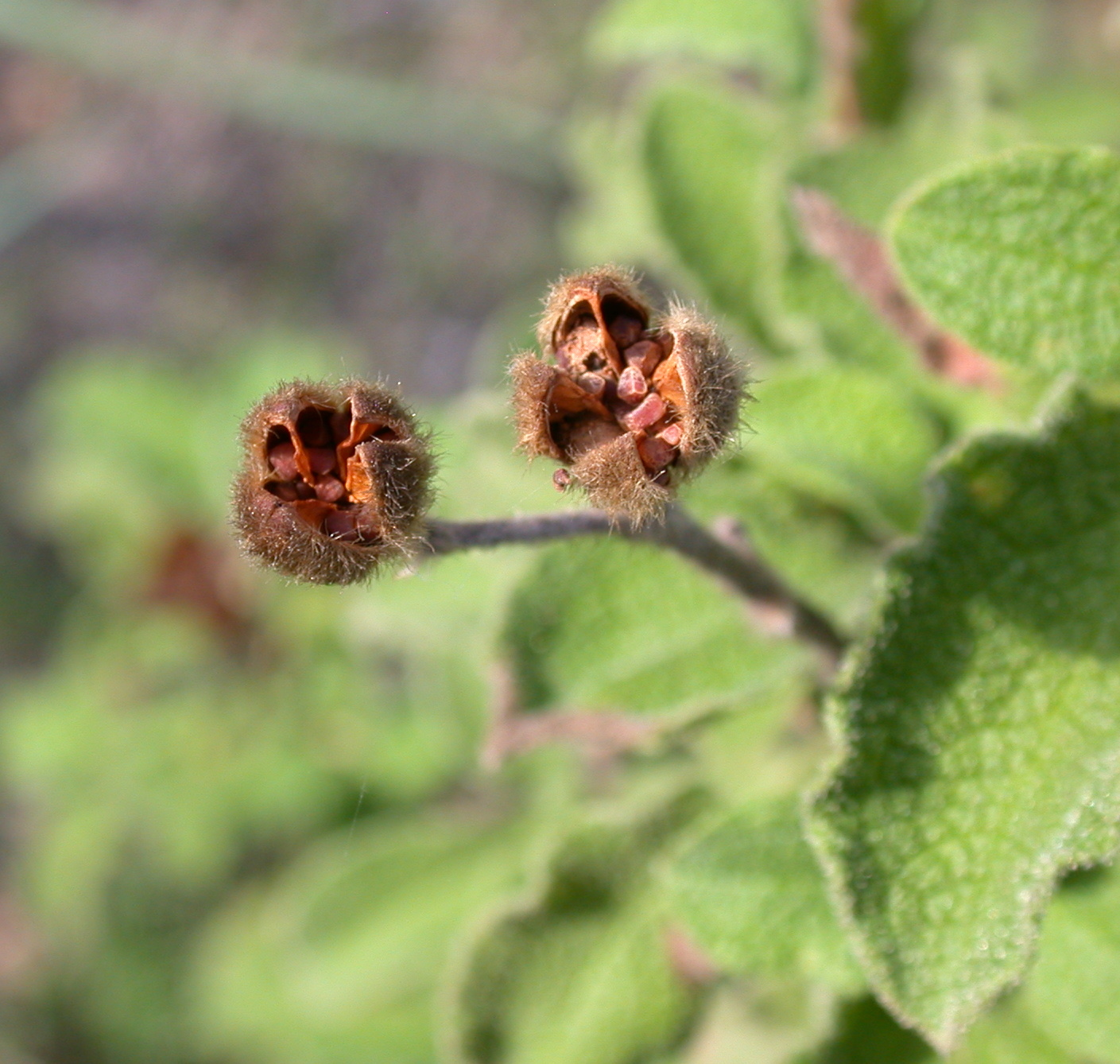
Plody cistu krétského se semeny

## Rozšíření

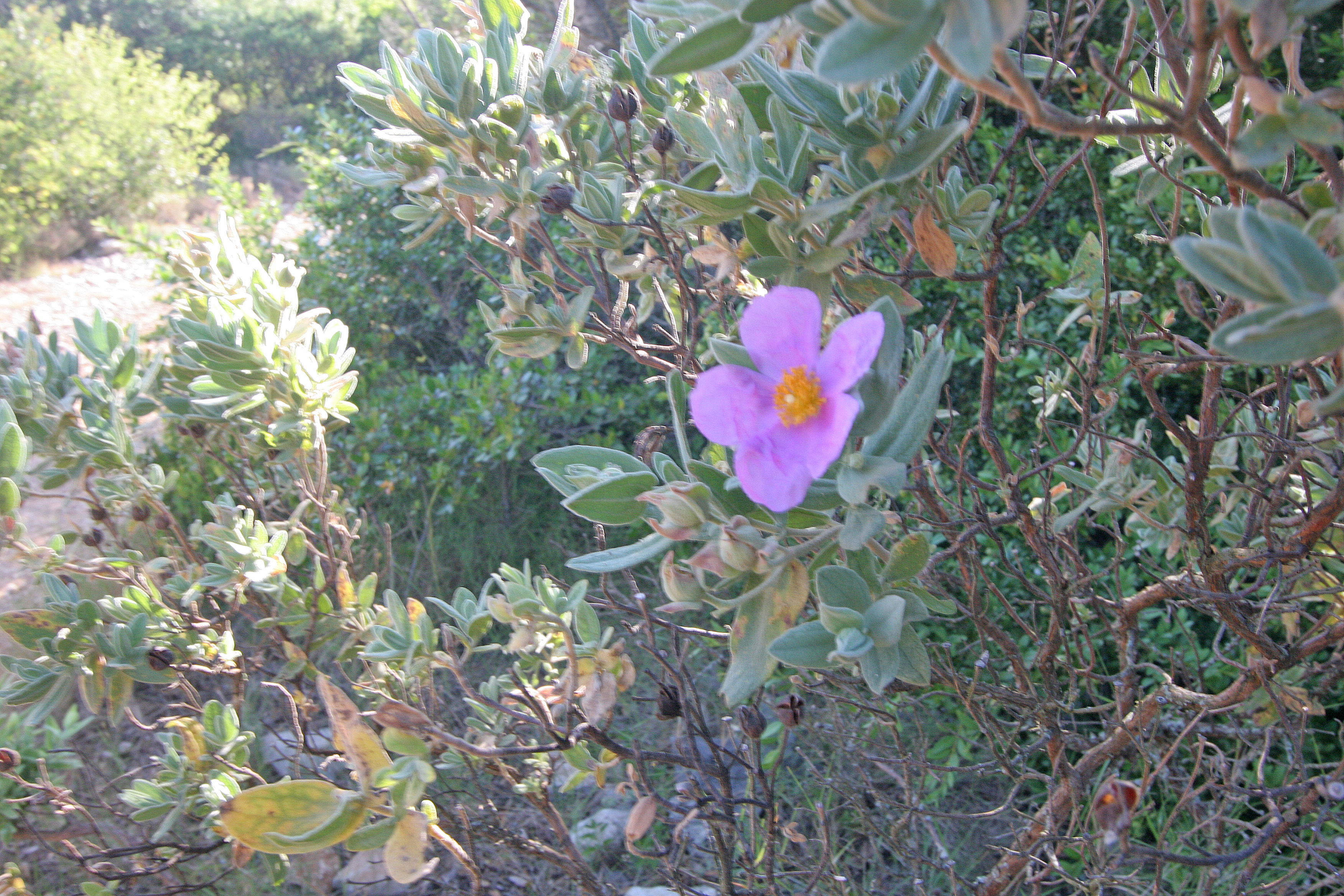
Cist vlnatý ve středomořské makchii

Rod cist zahrnuje v úzkém pojetí (tedy bez rodu Halimium) celkem 17–21 druhů. Je rozšířen výhradně ve Středomoří a na Kanárských ostrovech. Největší druhová diverzita je v západním Středomoří. Ve Španělsku a v Maroku roste shodně po 12 druzích, v Alžírsku 10 druhů, ve Francii a Portugalsku po 9 druzích. Severní hranice rozšíření jde přes jižní Švýcarsko, Slovinsko a Krym. Na východ sahá areál až do Arménie, Sýrie a Jordánska. Nejrozsáhlejší areál má druh C. salviifolius. Na Kanárských ostrovech se vyskytuje 5 endemických druhů a zasahují sem i některé středomořské druhy.
Cisty představují charakteristickou a v době květu nápadnou složku středomořských keřovitých porostů, známých jako makchie a garrigue. Některé druhy rostou i v podrostu suchých lesů.

## Ekologické interakce

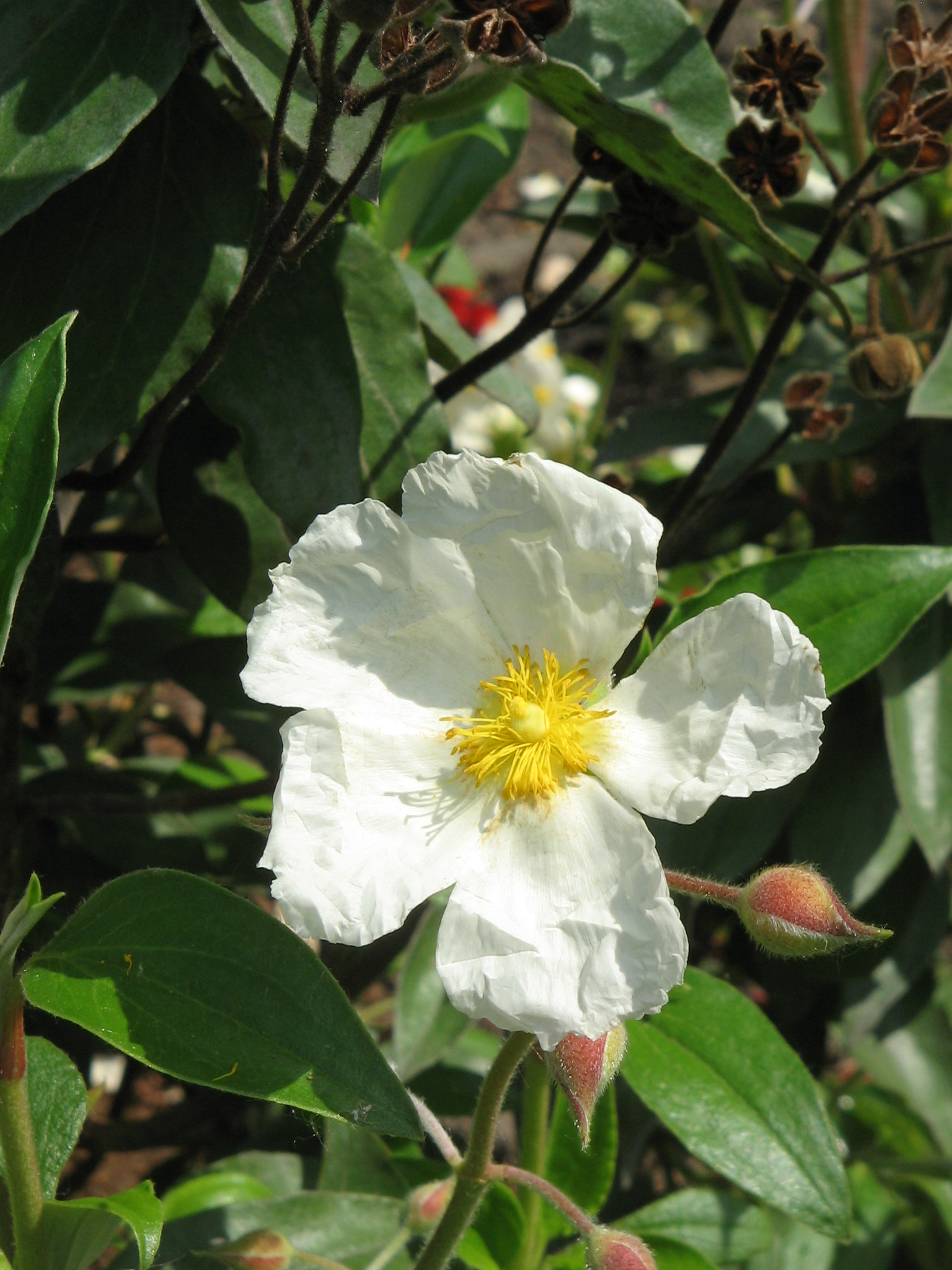
Cist vavřínolistý

Květy cistů jsou opylovány hmyzem. Klíčení semen je stimulováno kontaktem s ohněm. Vyhovují mu vápnité půdy, snese i značné sucho.

## Zástupci
- cist malokvětý (Cistus parviflorus)
- cist montpellierský (Cistus monspeliensis)
- cist krétský (Cistus creticus)
- cist kyperský (Cistus ×cyprius)
- cist ladanový (Cistus ladanifer), syn. cist ladanonosný
- cist šalvějolistý (Cistus salvifolius)
- cist šedavý (Cistus incanus)
- cist vavřínolistý (Cistus laurifolius)
- cist vlnatý (Cistus albidus)
- cist zvrhlý (Cistus ×hybridus)[7][8][9]

## Význam

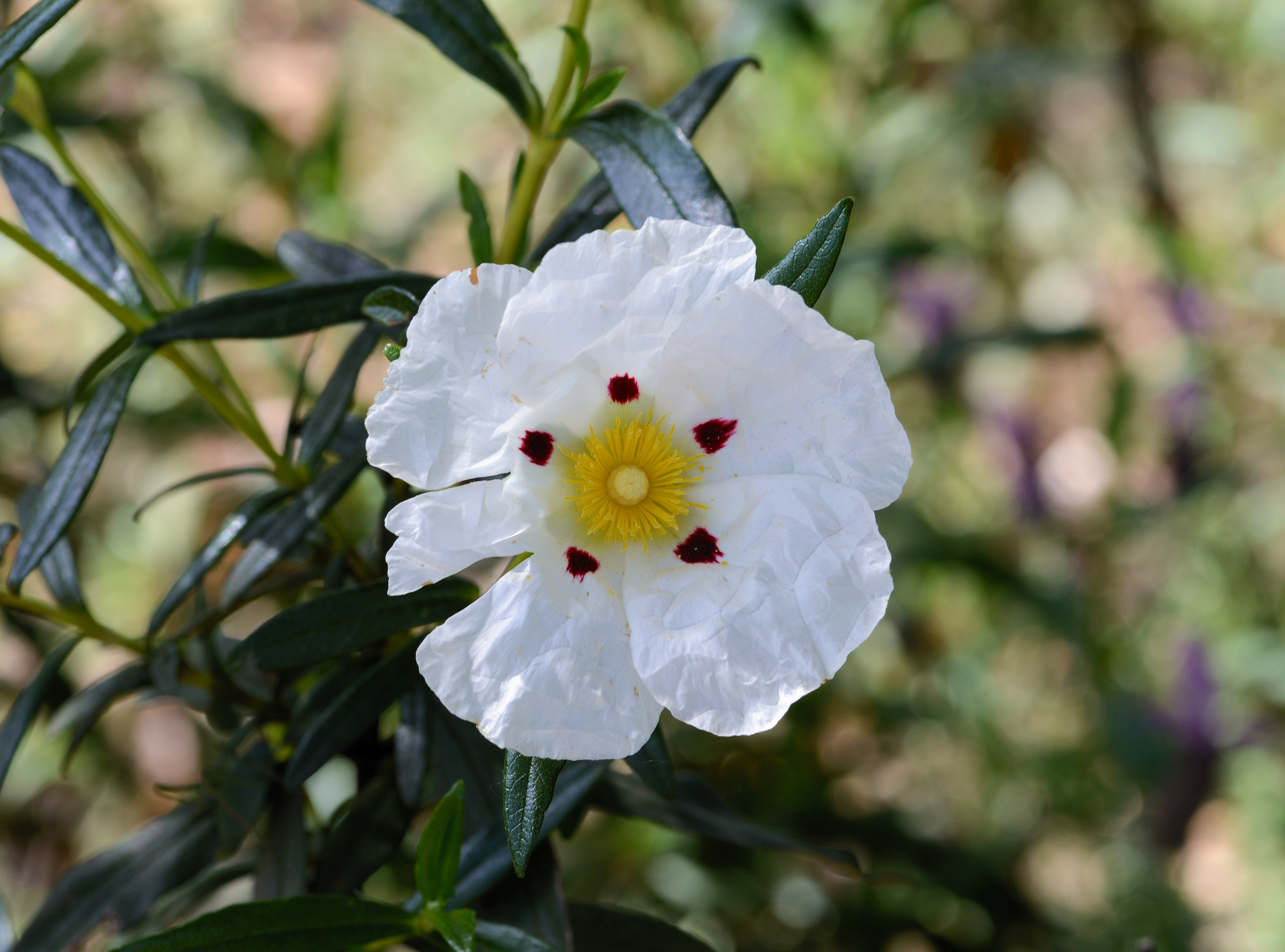
Cist ladanový

Cisty se ve Středomoří pěstují jako okrasné rostliny, jde o efektní solitéru. V českém prostředí však až na několik málo druhů nejsou otužilé a lze je pěstovat pouze v nádobách přes zimu umístěných do chladnějšího světlého skleníku nebo zimní zahrady. K druhům, které lze v ČR omezeně pěstovat na chráněných stanovištích nejteplejších oblastí a pouze s důkladnou zimní přikrývkou, se řadí Cistus laurifolius, C. ×lusitanicus nebo C. ×hybridus.
Některé druhy, např. cist ladanový nebo krétský, obsahují ve svých žláznatých trichomech vonnou klejopryskyřici nazývanou "ladanum" (resp. "labdanum"). Využívala se již od starověku v lékařství či jako příměs do kadidla a jiných vykuřovacích směsí, využití má také v parfumerii či jako aromatizující přípravek v potravinářství.